# Uwe Bekemann

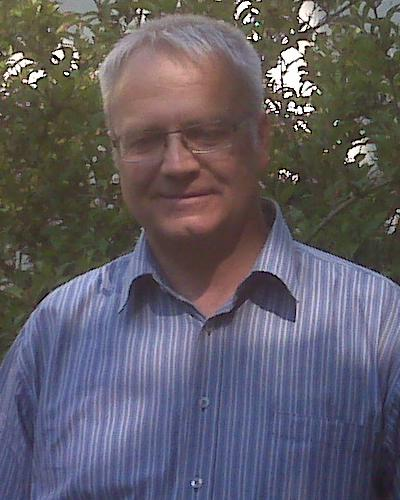
Uwe Bekemann in Bad Nenndorf bei dem Fernschachtreffen 2010

Uwe Bekemann (* 30. August 1959) ist ein deutscher Autor von Büchern aus verschiedenen Sparten (Schacheröffnungen, Verwaltungsrecht, Belletristik), Fernschachspieler und Fernschach-Funktionär. Die meisten seiner Schachbücher publizierte er mit Jerzy Konikowski im Joachim Beyer Verlag.
Von 2006 bis 2020 war er Vorstandsmitglied (PR-Manager, Geschäftsführer) im Deutschen Fernschachbund e. V.
Bekemann wohnt in Oerlinghausen (Kreis Lippe) und arbeitet für die Stadt Bielefeld als Rechnungsprüfer und Antikorruptionsbeauftragter. Er ist Mitglied des Schachklubs Tönsberg Oerlinghausen.

## Werke
- Die Skandinavischen Gambits. Schachverlag Manfred Mädler, Dresden 1995, ISBN 3-925691-17-0
- Gambits gegen Caro-Kann. Schachverlag Manfred Mädler, Dresden 1999, ISBN 3-925691-23-5
- Rechnungsprüfung-Prüfung der Sozialhilfe. Kohlhammer, Stuttgart 1999, ISBN 3-17-016011-7
- Im Bann des Augenblicks. Monsenstein und Vannerdat, Münster 2005, ISBN 3-86582-164-2
- Kommunale Korruptionsbekämpfung. Kohlhammer, Stuttgart 2007, ISBN 978-3-555-01389-3
- Tennison-Gambit (Abonyi-Gambit) und Budapester Gambit. Joachim Beyer Verlag 2015, ISBN 978-3940417800
- Schachweltmeisterschaft 2016 Sergei Karjakin gegen Magnus Carlsen. Joachim Beyer Verlag 2016, ISBN 978-3959200370, als Co-Autor mit Jerzy Konikowski
- Italienische Partie – richtig gespielt, Joachim Beyer Verlag 2013, ISBN 978-3-940417-16-9, als Co-Autor mit Jerzy Konikowski
- Reti-Eröffnung – richtig gespielt, Joachim Beyer Verlag 2015, ISBN 978-3-95920-014-1, als Co-Autor mit Jerzy Konikowski
- Better late than never – The Tennison Gambit, Joachim Beyer Verlag 2016, ISBN 978-3-95920-966-3
- Eröffnungen – Offene Spiele, Joachim Beyer Verlag 2020, ISBN 978-3-95920-032-5, als Co-Autor mit Jerzy Konikowski
- World Chess Championship 2016 – Karjakin vs Carlsen, Joachim Beyer Verlag 2016, ISBN 978-3-95920-969-4, als Co-Autor mit Jerzy Konikowski
- Eröffnungen – Sizilianische Verteidigung, Joachim Beyer Verlag 2021, ISBN 978-3-95920-055-4, als Co-Autor mit Jerzy Konikowski
- Eröffnungen – Halboffene Spiele, Joachim Beyer Verlag 2018, ISBN 978-3-95920-074-5, als Co-Autor mit Jerzy Konikowski
- Schachweltmeisterschaft 2018 – Caruana gegen Carlsen, Joachim Beyer Verlag 2018, ISBN 978-3-95920-079-0, als Co-Autor mit Jerzy Konikowski
- World Chess Championship 2018 – Caruana vs Carlsen, Joachim Beyer Verlag 2018, ISBN 978-3-95920-981-6, als Co-Autor mit Jerzy Konikowski
- Openings – Open Games, Joachim Beyer Verlag 2018, ISBN 978-3-95920-975-5, als Co-Autor mit Jerzy Konikowski
- Openings – Sicilian Defense, Joachim Beyer Verlag 2019, ISBN 978-3-95920-976-2, als Co-Autor mit Jerzy Konikowski
- Openings – Semi-Open-Games, Joachim Beyer Verlag 2019, ISBN 978-3-95920-977-9, als Co-Autor mit Jerzy Konikowski
- The Reti Opening, Joachim Beyer Verlag 2019, ISBN 978-3-95920-980-9, als Co-Autor mit Jerzy Konikowski
- Eröffnungen – Königsindische Verteidigung, Joachim Beyer Verlag 2019, ISBN 978-3-95920-100-1, als Co-Autor mit Jerzy Konikowski
- Openings – King´s Indian Defense, Joachim Beyer Verlag 2019, ISBN 978-3-95920-978-6, als Co-Autor mit Jerzy Konikowski
- Winning with 1.d4, Joachim Beyer Verlag 2020, ISBN 978-3-95920-984-7, als Co-Autor mit Jerzy Konikowski
- 1. d4 siegt!, Joachim Beyer Verlag 2020, ISBN 978-3-95920-106-3, als Co-Autor mit Jerzy Konikowski
- Eröffnungen – Damengambit, Joachim Beyer Verlag 2020, ISBN 978-3-95920-120-9, als Co-Autor mit Jerzy Konikowski
- Openings – The Queen´s Gambit, Joachim Beyer Verlag 2020, ISBN 978-3-95920-988-5, als Co-Autor mit Jerzy Konikowski
- 1. e4 siegt!, Joachim Beyer Verlag 2020, ISBN 978-3-95920-127-8, als Co-Autor mit Jerzy Konikowski
- Winning with 1.e4, Joachim Beyer Verlag 2020, ISBN 978-3-95920-989-2, als Co-Autor mit Jerzy Konikowski
- Schach-WM 2021, Joachim Beyer Verlag 2022, ISBN 978-3-95920-153-7, als Co-Autor mit Jerzy Konikowski und GM Karsten Müller
- World Chess Championship 2021, Joachim Beyer Verlag 2022, ISBN 978-3-95920-994-6, als Co-Autor mit Jerzy Konikowski und GM Karsten Müller
- Eröffnungen – Damenbauernspiele, Joachim Beyer Verlag 2022, ISBN 978-3-95920-172-8, als Co-Autor mit Jerzy Konikowski
- Königsgambit – richtig gespielt, Joachim Beyer Verlag 2022, ISBN 978-3-95920-151-3, als Co-Autor mit Jerzy Konikowski
- Openings – Queen´s Pawn Openings, Joachim Beyer Verlag 2023, ISBN 978-3-95920-954-0, als Co-Autor mit Jerzy Konikowski
- Eröffnungen – Englische Eröffnung Band 1 Symmetrievariante, Joachim Beyer Verlag 2024, ISBN 978-3-95920-197-1, als Co-Autor mit Jerzy Konikowski